# Jacob Burckhardt
Jacob Christoph Burckhardt (Bázel, 1818. május 25. – Bázel, 1897. augusztus 8.) svájci kultúr- és művészettörténész.

## Életútja
Apja a bázeli református templom első lelkésze, az egyházi és iskolai ügyek főgondnoka. Anyja – egy városi tanácsos lánya – korán meghalt.
Már gyerekkorában érdeklődött a régiségek iránt; 1836 áprilisában megkezdett egyetemi tanulmányai során is elsősorban a művészettörténeti stúdiumok vonzották. 1837 tavaszától a teológiai karon tanult tovább. Az itteni egyháztörténeti előadások néhány motívuma később visszatért Nagy Constantinusról írott művében. Még ez év nyarán eljutott Felső-Itáliába; 1838-as és 1839-es útjai során délebbre utazott. 1839 szeptemberétől Berlinben hallgatta Leopold von Ranke, August Böckh, Johann Gustav Droysen, majd 1841-től Jacob Grimm előadásait. Néhány nyári hónapot bonni tanulmányokkal töltött. 1843-ban ledoktorált Bázelben, majd Párizsba utazott. Magántanári képesítése megszerzése után újságíróként helyezkedett el a Basler Nachrichten című konzervatív lapnál, és cikkeket írt a Brockhaus Lexikonba.
Kora középkori stúdiumaitól a Die Alemannen und das Christentum című 1846-os tanulmánnyal búcsúzott el. 1846, 1847, 1848 és 1853–1854 folyamán újabb itáliai utakat tett. Ezek eredménye lett a Cicerone. Kalauz Itália műemlékeinek élvezetéhez, amely fél évszázad alatt további tíz kiadást ért meg. Ugyancsak 1853-ban látott napvilágot a Die Zeit Constantins des Großen, amely – bőséges forrásanyag alapján – Septimius Severustól Diocletianusig időrendben tárgyalta a Római Birodalom történetét. A feliratok, görög és latin egyházi írók munkái mellett főként a Historia Augusta című császáréletrajz-gyűjteményre támaszkodott, amelynek hitelességét már saját kora is megkérdőjelezte. (Theodor Mommsen egyenesen „az egyik leghitványabb ókori fércműnek” titulálta.) A mű újszerűségét az adta korábbi munkáihoz képest, hogy az állammal szemben a vallást és a kultúrát helyezte előtérbe.
Mivel szülővárosában nem jutott megfelelő álláshoz, 1855-ben a zürichi Eidgenössischen Hochschule művészettörténet-oktatója lett. 1858 tavaszán végül történelemprofesszori katedrát kapott Bázelben. Egészen 1893-ig töltötte be ezt a posztot, bár 1886-tól csak művészettörténetet tanított. Hívták ugyan Karlsruhébe, Tübingenbe és Berlinbe is (itt Rankét válthatta volna 1872-ben), de mindegyik lehetőséget visszautasította, mivel bizalmatlanul tekintett a dinamikusan fejlődő Német Birodalomra.
1860-ban jelent meg Die Kultur der Renaissance in Italien című monográfiája, amelyben az elsők között elemezte a reneszánsz kultúráját. A mű a következő ötven évben még hétszer látott napvilágot, a művészet- és a kultúrtörténet egyik alapművének számít. Az 1867-es Die Architektur der Renaissance Italiens az itáliai reneszánsz építészetével foglalkozott.
Burckhardt zárkózottan élt, csak rokonaival és néhány ismerősével tartotta a kapcsolatot. Bázeli háza még életében valóságos zarándokhellyé lett a fiatal művészettörténészek körében.

## AVilágtörténelmi elmélkedések
Burckhardt történelemfilozófiai elképzeléseit a halála után Világtörténelmi elmélkedések címmel kiadott előadássorozatban foglalta össze. Az első feljegyzéseket 1868 júliusában készítette. Az anyagot 1872-ig – többször átalakítva – három szemeszterben is előadta. (Egyik hallgatója az a Friedrich Nietzsche volt, akinek 1874-es A történelem hasznáról és káráról című munkájára nagy hatást gyakoroltak a bázeli előadások.) A filozófiai vázlatokból unokaöccse formált szöveget Burckhardt halála után.
A Világtörténelmi elmélkedések szerzője nem törekedett a rendszerépítésre, mivel a történelemfilozófiát önellentmondásnak, két egészen másképpen gondolkodó tudomány szörnyszülöttjének tartotta. Ugyanezen az alapon vetette el a történelem teológiai alapú magyarázatát. Meglátása szerint a történelem események és szokások láncolata, amely semmiféle magasztos cél felé nem halad. Az emberi létet leginkább befolyásoló három tényező közül – az állam fejlődésének eltorzulása és a vallás visszaszorulása miatt – a kultúrát tartotta a legfontosabbnak, amely „a másik kettő kritikája, az óra, amely mutatja az időt, hiszen amazokban már nem fedi egymást forma és tartalom.”

## Emlékezete
Az első Burckhardt-életrajzok nem sokkal halála után jelentek meg. Még 1910-ben napvilágot látott egy monográfia Jacob Burckhardt als Geschichtsphilosoph címmel. Munkásságáról több monográfia született a 20. század második felében. Összes műveit 1980-ban adták ki tíz kötetben.

## Főbb művei

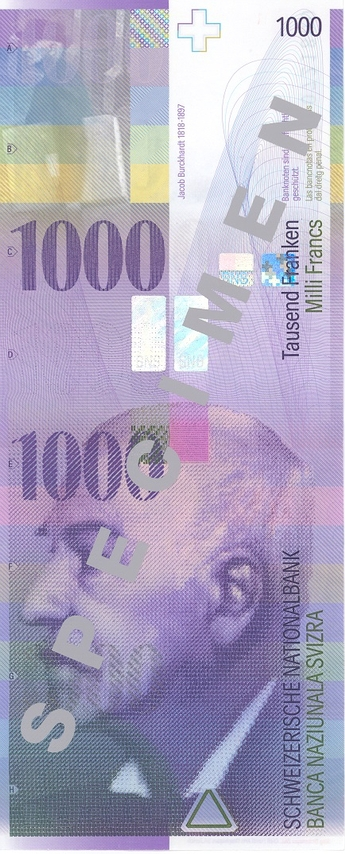
Burckhardt arcképe az ezerfrankos bankjegyen

### Történelmi tárgyú művek
- Bilder aus Italien (1838)
- Carl Martell (1840)
- Kunstwerke der belgischen Städte (1842)
- Conrad von Hochstaden (1843)
- Die Kirche zu Ottmarsheim im Elsaß (1844)
- Die Alemannen und ihre Bekehrung zum Christentum (1846)
- Erzbischof Andreas von Krain und der letzte Concilsversuch in Basel (1852)
- Die Zeit Constantins des Großen (1853)
- Der Cicerone. Eine Anleitung zum Genuß der Kunstwerke Italiens (1855)
- Die Kultur der Renaissance in Italien (1860)
magyarul: A renaissancekori műveltség Olaszországban (Ford.: Bánóczi József; Budapest, 1895; A reneszánsz Itáliában (Ford.: Elek Artúr; Budapest, 1978)
- Die Architektur der Renaissance Italiens (1867)
- Erinnerungen aus Rubens (1898)
- Griechische Kulturgeschichte I–IV. (1896–1902)
- Weltgeschichtliche Betrachtungen (1905)
magyarul: Világtörténelmi elmélkedések. Bevezetés a történelem tanulmányozásába (Ford.: Báthori Csaba – Hidas Zoltán; Budapest, 2001)
- Historische Fragmente (1929)

### Szépirodalmi művek
- Ferien. Eine Herbstgabe (1849)
- E Hämpfeli Lieder (1853)

## Magyarul
- A renaissancekori műveltség Olaszországban, 1-2.; ford. Bánóczi József; Akadémia, Bp., 1895-1896 (A Magyar Tudományos Akadémia Könyvkiadó Vállalata U. F.)
- Az olasz renaissance műveltsége; ford. Elek Artúr; Dante, Bp., 1945
- A reneszánsz Itáliában; ford. Elek Artúr, jegyz. kieg. Zentai Loránd; Képzőművészeti Alap, Bp., 1978 (Képzőművészeti zsebkönyvtár)
- Világtörténelmi elmélkedések. Bevezetés a történelem tanulmányozásába (ford. Báthori Csaba, Hidas Zoltán, jegyz. Hidas Zoltán), Atlantisz Könyvkiadó, Budapest, 2001 (Circus Maximus), ISBN 9639165239
- Friedrich Wilhelm Nietzsche Richard Wagnernek, Georg Brandesnek és Jacob Burckhardtnak írt összes levelei; ford. Óvári Csaba; Attraktor, Máriabesnyő-Gödöllő, 2008
- Friedrich Nietzsche: Levelek Richard Wagnerhez, Georg Brandeshez és Jacob Burckhardthoz; ford. Óvári Csaba; Attraktor, Máriabesnyő, 2022